# HIST1H1B
HIST1H1B‏ (Histone cluster 1 H1 family member b) هوَ بروتين يُشَفر بواسطة جين HIST1H1B في الإنسان.